# Bio Cohérence

Logo de Bio Cohérence

Bio Cohérence est une marque de certification privée, créée en réaction à une diminution des exigences du cahier des charges du label français Agriculture biologique, qui s'est aligné sur le cahier des charges du label bio de l'Union européenne le 1er janvier 2009.

## Création
En 2009, l'alignement du label AB sur le label européen provoque un mécontentement chez des consommateurs, agriculteurs, ou distributeurs d'aliments issus de l'agriculture biologique en France ; certains producteurs et distributeurs estimant que la qualité de leur travail ne sera plus reconnue, et déplorant aussi un nivellement par le bas des exigences de l'agriculture biologique certifiée. Les agriculteurs réagissent les premiers, exprimant leur colère, rejoints rapidement par des distributeurs et des consommateurs, notamment l'association Bio Consom’acteurs. Un groupe de réflexion se crée, Alternative Bio 2009, qui pendant une année va mettre au point un cahier des charges pour un nouveau label. Plusieurs acteurs importants de l'alimentation biologique participent à sa création : la Fédération nationale d'agriculture biologique (FNAB), les Éleveurs bio de France, la société Biocoop, la coopérative des commerçants bio indépendants Biomonde, le grossiste bio ProNatura, etc.,.
Le label Bio Cohérence est officiellement créé en 12 avril 2010.
Ce label compte 600 adhérents début 2021.

## Cahier des charges
Sur le plan de l'environnement du social agricole, le cahier des charges de Bio Cohérence est plus exigeant que celui de l'ancien cahier des charges du label AB.
La première condition est que l'agriculteur ait déjà le label européen (ou le label AB, ce qui revient au même).
Le cahier des charges reprend l'ancien cahier des charges du label AB, avec quelques exigences supplémentaires. Notamment, l'ancien cahier des charges AB impliquait un taux de contamination en OGM inférieur 0,1 % (le label européen fixe lui une limite à 0,9 %), alors que le label Bio Cohérence exige que les aliments ne soient pas du tout contaminés par les OGM.
Parmi les exigences du label Bio Cohérence:
- aucune contamination par les OGM n'est tolérée, contre 0,9 % pour le label européen.
- un produit transformé ne doit contenir aucun ingrédient non biologique, alors que le label européen admet que 5 % des ingrédients soient non biologiques.
- les fermes pratiquent une agriculture 100 % biologique, alors que le label européen autorise les fermes à une mixité entre biologique et non biologique, du moment que les productions non biologiques se font pour des espèces ou des variétés différentes que celles des productions biologiques[6].
- les animaux reçoivent une alimentation 100 % biologique, et cette dernière doit être produite majoritairement sur la ferme elle-même.
- les produits vétérinaires (antibiotiques, antiparasitaires, etc.) sont limités.
- les farines de sang pour engraisser la terre sont interdites[6].

## Aspect social
Le label Bio Cohérence s'intéresse aussi à un aspect social de l'agriculture biologique, désirant notamment que les agriculteurs puissent vivre correctement de leur travail et reçoivent donc une rémunération ajustée. Les produits Bio Cohérence ne doivent donc pas être vendus en supermarchés, ce qui représenterait, selon l'association Bio Cohérence, une adhésion à système qui tire les prix vers le bas. En outre, des prix bas poussent l'agriculture biologique à devenir productiviste et donc industrielle.

## Certification
La certification est réalisée par les mêmes organismes que pour les autres labels biologiques. Cinq organismes certificateurs peuvent faire les contrôles pour le label Bio Cohérence : Ecocert, Certipaq, Agrocert, Qualité France et SGS. Le label est attribué par un comité interne de l'association Bio Cohérence.